# Leopold Ross
Leopold Ross (Londen, 23 oktober 1980) is een Brits componist, muzikant en muziekproducent.

## Carrière
Ross staat bekend om zijn werk met verschillende rockbands (12 Rounds, Error, IO Echo en Nojahoda) en om de soundtracks van films en televisieproducties, soms in samenwerking met zijn broer Atticus Ross.
Naast zijn werk als filmcomponist heeft Ross geschreven, opgenomen, geproduceerd en opgetreden met verschillende bekende acts, waaronder Bad Religion, Grace Jones, Korn, The Dillinger Escape Plan, Rancid, Transplants, Five Finger Death Punch, Brigitte Fontaine, The Big Pink en Brett Anderson.
Ross won in 2024 een Hollywood Music in Media Award (Best Original Score – TV Show/Limited Series) met de historisch dramaserie Shōgun.

## Filmografie
| Jaar | Titel                   | Opmerkingen                                                                    |
| ---- | ----------------------- | ------------------------------------------------------------------------------ |
| 2008 | New York, I Love You    | segment "Allen Hughes" met Atticus Ross en Claudia Sarne                       |
| 2010 | The Book of Eli         | met Atticus Ross en Claudia Sarne                                              |
| 2011 | Días de gracia          | met Nick Cave, Warren Ellis, Atticus Ross, Claudia Sarne en Shigeru Umebayashi |
| 2013 | Broken City             | met Atticus Ross en Claudia Sarne                                              |
| 2015 | Blackhat                | met Harry Gregson-Williams en Atticus Ross                                     |
| 2016 | Triple 9                | met Atticus Ross, Claudia Sarne en Bobby Krlic                                 |
| 2017 | Death Note              | met Atticus Ross                                                               |
| 2018 | A Million Little Pieces | met Atticus Ross en Claudia Sarne                                              |
| 2019 | Earthquake Bird         | met Atticus Ross en Claudia Sarne                                              |
| 2022 | Dreamin' Wild           |                                                                                |

## Overige producties

### Televisieseries
| Jaar | Titel                       | Opmerkingen                                              |
| ---- | --------------------------- | -------------------------------------------------------- |
| 2004 | Touching Evil               | met Atticus Ross en Claudia Sarne                        |
| 2016 | Outcast                     | met Atticus Ross en Claudia Sarne                        |
| 2017 | Black Mirror                | aflevering "Crocodile" met Atticus Ross en Claudia Sarne |
| 2020 | Dispatches from Elsewhere   | met Atticus Ross en Claudia Sarne                        |
| 2021 | Dr. Death                   | met Atticus Ross en Nick Chuba                           |
| 2022 | The Girl from Plainville    | met Nick Chuba                                           |
| 2023 | Monarch: Legacy of Monsters | 2023-2024                                                |
| 2024 | Shōgun                      | met Atticus Ross en Nick Chuba                           |

### Documentaires
| Jaar | Titel                                                   | Opmerkingen                     |
| ---- | ------------------------------------------------------- | ------------------------------- |
| 2015 | Crocodile Gennadiy                                      | met Atticus Ross en Bobby Krlic |
| 2021 | Operation Varsity Blues: The College Admissions Scandal | met Atticus Ross en Nick Chuba  |
| 2021 | Britney vs Spears                                       | met Ioanna Gika                 |
| 2025 | Don't Die: The Man Who Wants to Live Forever            | met Nick Chuba                  |

### Documentaire series
| Jaar | Titel            | Opmerkingen                                 |
| ---- | ---------------- | ------------------------------------------- |
| 2017 | The Defiant Ones | miniserie met Atticus Ross en Claudia Sarne |
| 2023 | Dear Mama        | miniserie met Atticus Ross en Claudia Sarne |

## Prijzen en nominaties

### Emmy Awards
| Jaar | Titel  | Categorie                                                                                               | Uitslag     |
| ---- | ------ | --- | ----------- |
| 2024 | Shōgun | Beste titelmuziek                                                                                       | Genomineerd |
| 2024 | Shōgun | Beste muziekcompositie voor een serie (originele dramatische partituur), voor "Servants Of Two Masters" | Genomineerd |

### Grammy Awards
| Jaar | Titel  | Categorie                                     | Uitslag     |
| ---- | ------ | --------------------------------------------- | ----------- |
| 2025 | Shōgun | Beste partituur soundtrack voor visuele media | Genomineerd |